# 科尔比尼
科尔比尼（法語：Corbigny，法語發音：[kɔʁbiɲi]），法国中部市镇，位于勃艮第-弗朗什-孔泰大区涅夫勒省，隶属于克拉姆西区，其市镇面积为20.06平方公里，2022年1月1日时人口数量为1,330人，在法国城市中排名第7,433位。
科尔比尼位于涅夫勒省东北部，昂吉松河畔，是一个区域性的中心城市，多条公路在此交汇。

## 地名来源
“科尔比尼”一名出自当地历史上的领主科尔邦（Corbon）。

## 历史

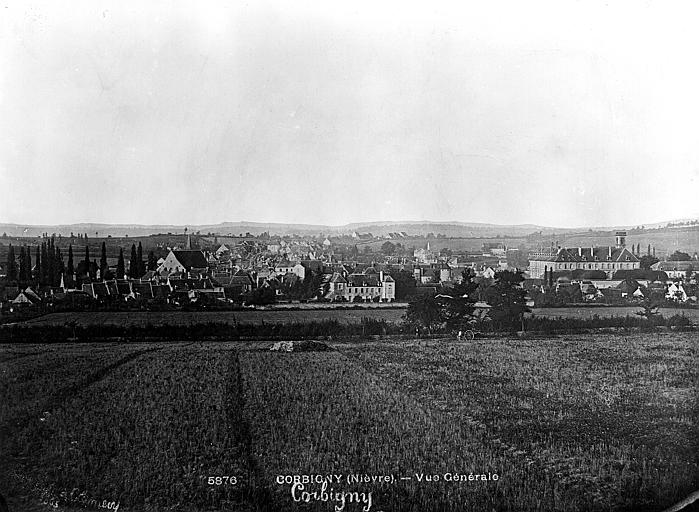
19世纪末的科尔比尼

科尔比尼的早期历史尚不清楚。根据当地官方网站的论述，领主科尔邦于公元650年左右在昂吉松河与约讷河交汇处附近兴建了一处小屋，后成为圣莱昂纳尔修道院；科尔邦的孙子维德拉杜斯（Wideradus）于720年按照聖本篤準則兴建了弗拉维尼修道院。中世纪时，讷韦尔家族曾长期觊觎科尔比尼，弗拉维尼修道院长曾请求教皇巴斯加二世出面保护。中世纪末，科尔比尼及其所处的讷韦尔伯国成为勃艮第的一部分，科尔比尼附近出现了多处城堡。法国大革命后，科尔比尼成为涅夫勒省的一个市镇。工业革命期间，途径科尔比尼的克拉姆西—卢瓦尔河畔日利铁路建成通车。1934年1月14日，一架祖母绿运输机在科尔比尼附近坠毁，机上十人全部遇难。二战后，科尔比尼人口数量逐年下降。1980年，克拉姆西—卢瓦尔河畔日利铁路曾全线关闭，在当地民众及政府的要求下，该铁路于次年12月重新开放。

## 地理

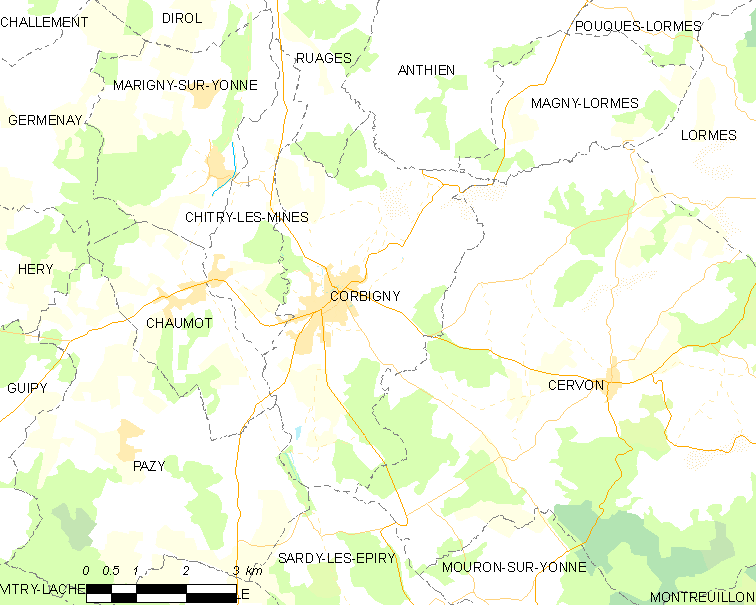
科尔比尼市镇范围地图

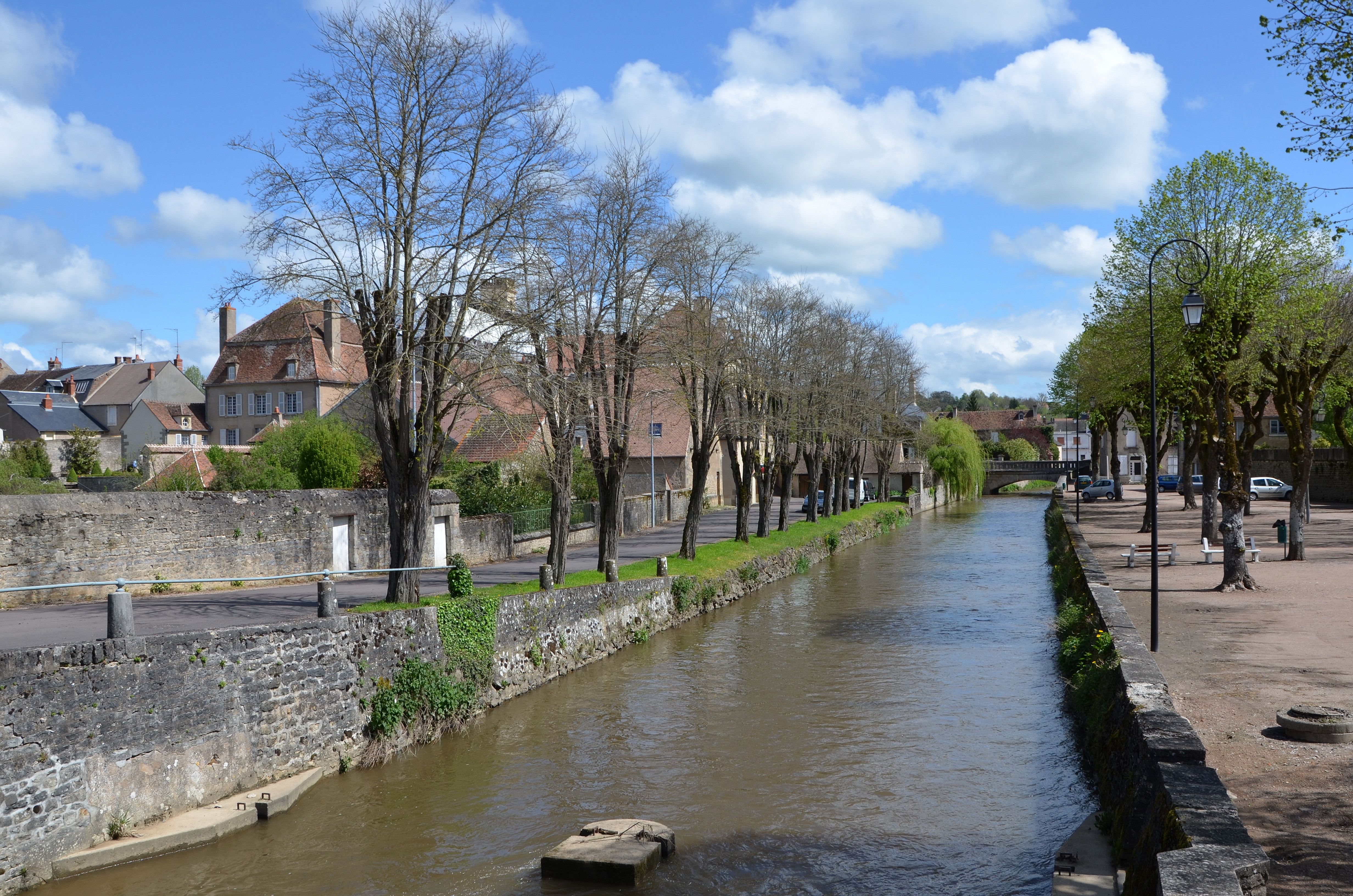
昂吉松河科尔比尼段

科尔比尼位于法国中部偏北，勃艮第-弗朗什-孔泰大区西部和涅夫勒省东北部，距离省会讷韦尔大约59公里。与科尔比尼接壤的市镇包括：希特里莱米讷、吕阿日、昂蒂安、绍莫、帕济、马尼洛尔姆、萨尔迪莱塞皮里和塞尔翁。

### 地形
科尔比尼位于莫尔旺山西侧，境内以浅丘为主，市镇中心地势较为平坦，整体地势自市区向东北和西南两个方向略有抬升，全境海拔在182到275米之间。

### 水文
科尔比尼位于塞纳河流域范围内，约讷河自南向北流经市镇西部边境，昂吉松河自东南向西北蜿蜒流经镇中心。

### 植被
科尔比尼属于温带阔叶混交林区，市区东部和南部分别为格拉沃树林（Bois de Grave）和皮塞勒树林（Bois de Pucelle）。
在鲜花城市的评比中，科尔比尼被评为1星级鲜花城市。

### 气候
科尔比尼在柯本气候分类法中属于温带海洋性气候（Cfb）。
距离科尔比尼最近的常年气象站位于拉科朗塞勒境内，以下为该气象站的数据（其中日照数据取自讷韦尔气象站）：
| 拉科朗塞勒 1981年－2019年 | 拉科朗塞勒 1981年－2019年 | 拉科朗塞勒 1981年－2019年 | 拉科朗塞勒 1981年－2019年 | 拉科朗塞勒 1981年－2019年 | 拉科朗塞勒 1981年－2019年 | 拉科朗塞勒 1981年－2019年 | 拉科朗塞勒 1981年－2019年 | 拉科朗塞勒 1981年－2019年 | 拉科朗塞勒 1981年－2019年 | 拉科朗塞勒 1981年－2019年 | 拉科朗塞勒 1981年－2019年 | 拉科朗塞勒 1981年－2019年 | 拉科朗塞勒 1981年－2019年 |
| 月份                      | 1月                       | 2月                       | 3月                       | 4月                       | 5月                       | 6月                       | 7月                       | 8月                       | 9月                       | 10月                      | 11月                      | 12月                      | 全年                      |
| ------------------------- | ------------------------- | ------------------------- | ------------------------- | ------------------------- | ------------------------- | ------------------------- | ------------------------- | ------------------------- | ------------------------- | ------------------------- | ------------------------- | ------------------------- | ------------------------- |
| 历史最高温 °C（°F）       | 16 (61)                   | 21 (70)                   | 24 (75)                   | 27.5 (81.5)               | 32 (90)                   | 36.8 (98.2)               | 39.2 (102.6)              | 40.4 (104.7)              | 33.2 (91.8)               | 29.4 (84.9)               | 21.8 (71.2)               | 18 (64)                   | 40.4 (104.7)              |
| 平均高温 °C（°F）         | 6.1 (43.0)                | 7.6 (45.7)                | 11.6 (52.9)               | 14.8 (58.6)               | 19 (66)                   | 22.4 (72.3)               | 25.2 (77.4)               | 24.9 (76.8)               | 20.9 (69.6)               | 16.1 (61.0)               | 10 (50)                   | 6.6 (43.9)                | 15.4 (59.7)               |
| 日均气温 °C（°F）         | 2.9 (37.2)                | 3.7 (38.7)                | 6.8 (44.2)                | 9.3 (48.7)                | 13.4 (56.1)               | 16.5 (61.7)               | 18.8 (65.8)               | 18.5 (65.3)               | 15.1 (59.2)               | 11.5 (52.7)               | 6.4 (43.5)                | 3.6 (38.5)                | 10.5 (50.9)               |
| 平均低温 °C（°F）         | −0.3 (31.5)               | −0.3 (31.5)               | 1.9 (35.4)                | 3.8 (38.8)                | 7.7 (45.9)                | 10.5 (50.9)               | 12.5 (54.5)               | 12.1 (53.8)               | 9.2 (48.6)                | 6.8 (44.2)                | 2.8 (37.0)                | 0.7 (33.3)                | 5.6 (42.1)                |
| 历史最低温 °C（°F）       | −24.7 (−12.5)             | −22.4 (−8.3)              | −15 (5)                   | −7.7 (18.1)               | −5.5 (22.1)               | −1 (30)                   | 1.6 (34.9)                | 1.4 (34.5)                | −1.5 (29.3)               | −7.4 (18.7)               | −11.2 (11.8)              | −16.4 (2.5)               | −24.7 (−12.5)             |
| 平均降水量 mm（）         | 74 (2.9)                  | 64.3 (2.53)               | 62.6 (2.46)               | 74.4 (2.93)               | 82.8 (3.26)               | 76.7 (3.02)               | 64.7 (2.55)               | 63.3 (2.49)               | 73.8 (2.91)               | 84.5 (3.33)               | 80.9 (3.19)               | 80 (3.1)                  | 882 (34.7)                |
| 月均日照時數              | 65.5                      | 85.6                      | 147.7                     | 170.3                     | 197.9                     | 223.2                     | 235                       | 227.5                     | 180                       | 121                       | 65.4                      | 54.9                      | 1,774                     |
| 来源：infoclimat.fr       |                           |                           |                           |                           |                           |                           |                           |                           |                           |                           |                           |                           |                           |

## 行政区划
科尔比尼的市镇编号为58083，邮政编号为58800。
在行政管理方面，科尔比尼隶属于法国勃艮第-弗朗什-孔泰大区涅夫勒省克拉姆西区；在地方选举方面，科尔比尼是科尔比尼县的中央投票站所在地，其市镇范围全境被划入涅夫勒省第二选区；在社会管理方面，科尔比尼是塔奈-布里农-科尔比尼市镇公共社区的办公驻地。
截至2023年9月，科尔比尼市镇范围内暂无任何城市敏感街区及城市政策优先街区。
法国国家统计与经济研究所（简称）在进行数据统计时，未将科尔比尼划入任何城市核心区（Unité urbaine）、城市区（Aire urbaine）及城市辐射区（Aire d'attraction）。此外，还将科尔比尼市镇整体看作一个“块区”（IRIS），以便于统计人口分布情况。

## 交通

### 公路
涅夫勒省省道D170线、D285线、D977BIS线、D958线和D985线在科尔比尼境内交汇。勃艮第-弗朗什-孔泰大区下属的城际客运提供巴士线路，可前往讷韦尔和塞尔米泽勒。
2019年，51.8%的科尔比尼家庭拥有至少一辆私人汽车。2021年，科尔比尼境内共发生各类交通事故1起，造成1人受伤。
| 22 | 47 |

| 讷韦尔 | 59 |

| 克拉姆西 | 29 |

| 沙蒂永昂巴祖瓦 | 27 |

### 铁路

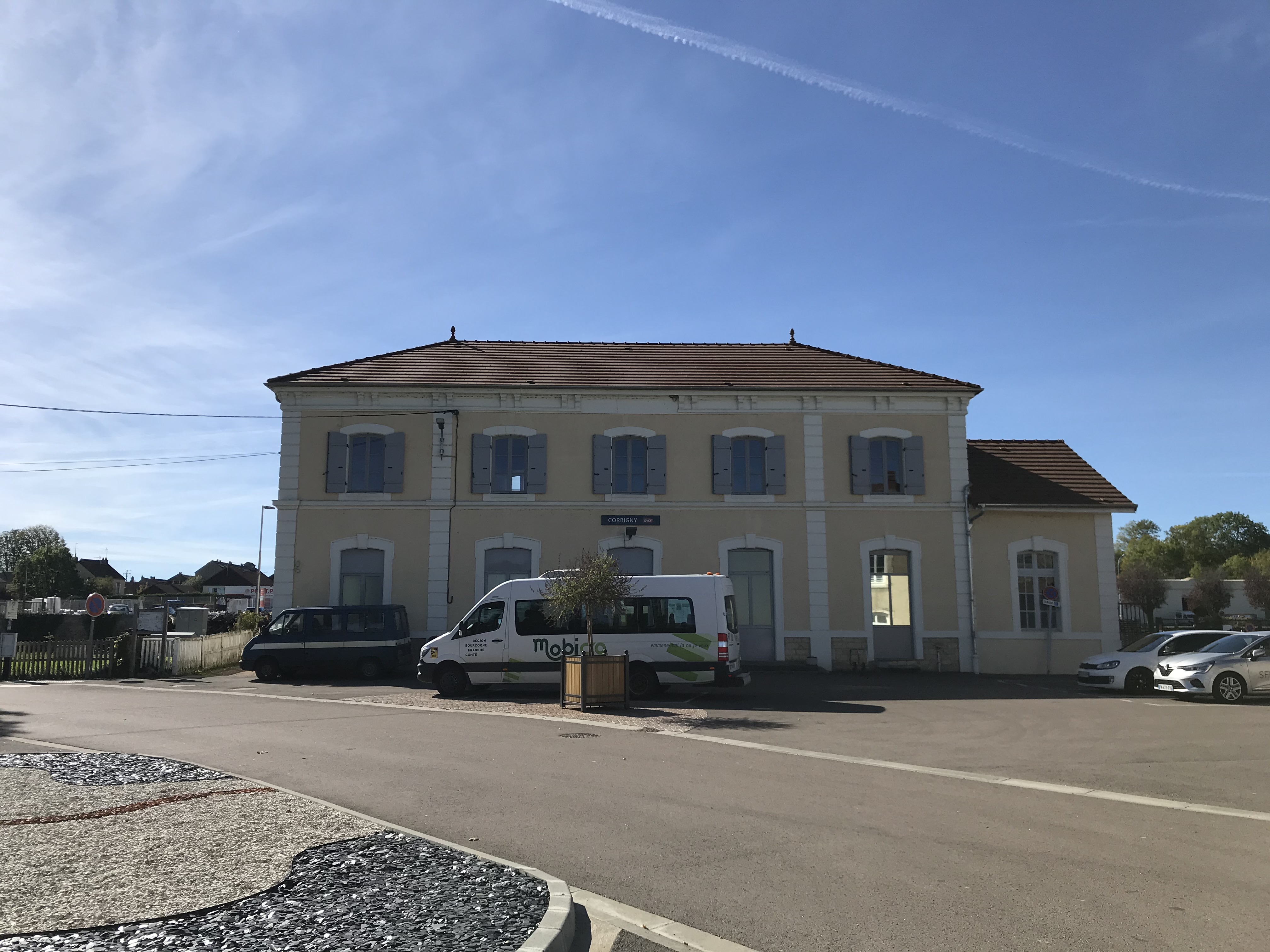
科尔比尼火车站的主站房及前方停靠的一辆城际巴士

科尔比尼位于克拉姆西－卢瓦尔河畔日利铁路上。科尔比尼站位于市区西南部，该站开行前往拉罗什方向的区域列车，部分班次可直达巴黎。

### 航空
距离科尔比尼最近的民用航空站为182公里外的多勒机场。

### 城市公共交通
截至2023年9月，科尔比尼暂无城市公共交通系统。

## 政治

### 市政内阁

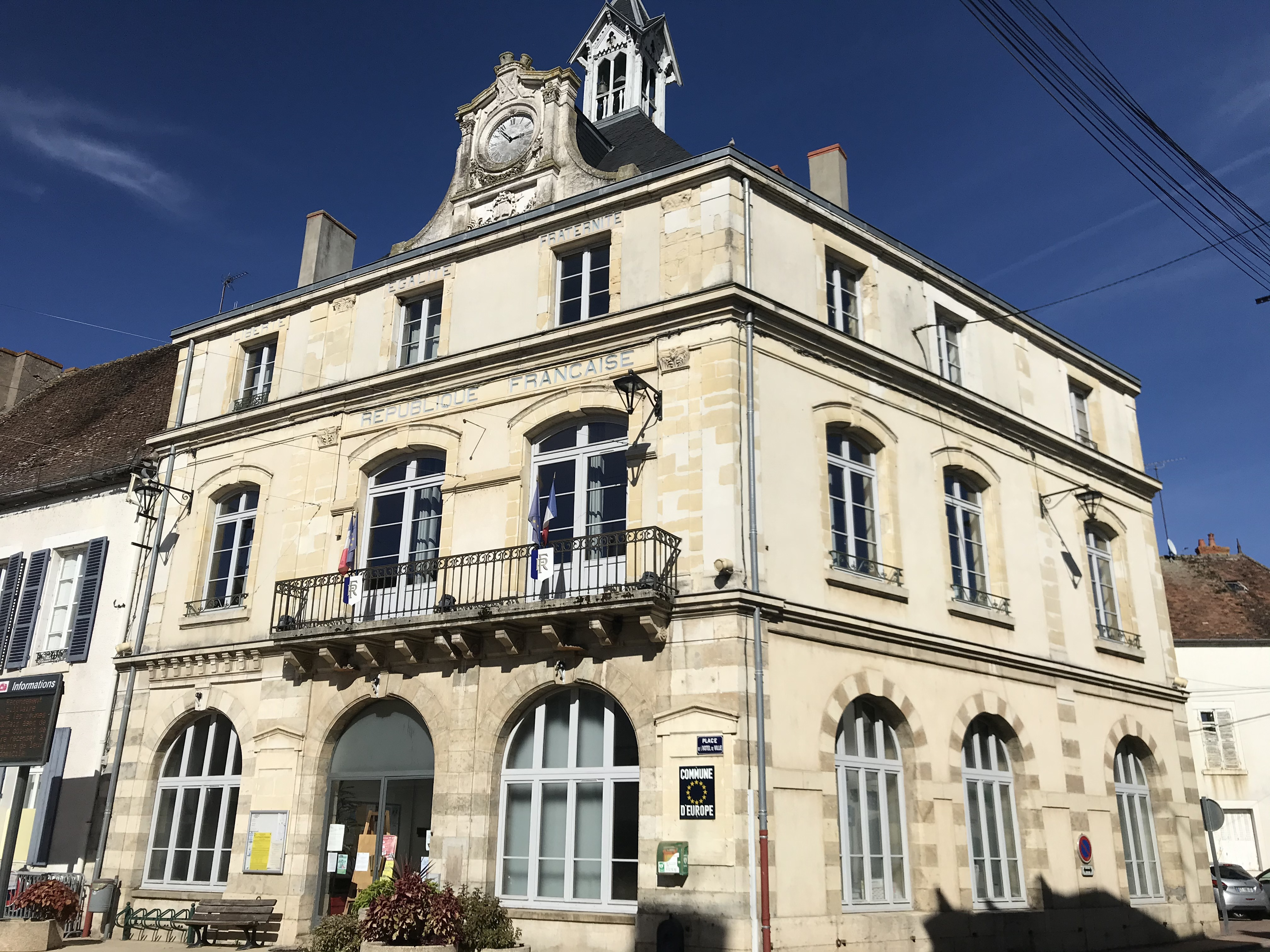
科尔比尼市政厅

科尔比尼的现任市长为玛丽斯·佩尔捷女士（Maryse PELTIER），她是一名右翼无党派人士，在2020年的市政选举中获得了60.99%的支持率。
| 科尔比尼历届市长 | 科尔比尼历届市长                | 科尔比尼历届市长  |
| 任期             | 市长                            | 党派              |
| ---------------- | ------------------------------- | ----------------- |
| 1945年－1947年   | Camille RÉGNIER 卡米耶·雷尼耶   | 不详              |
| 1947年－1953年   | Eugène VINCENT 欧仁·樊尚        | 不详              |
| 1953年－1977年   | Gaston HAVOUÉ 加斯东·阿武埃     | 不详              |
| 1977年－1986年   | Noël BERRIER 诺埃尔·贝里耶      | PS社会党          |
| 1987年－1995年   | Robert MATHIEU 罗贝尔·马蒂厄    | 不详              |
| 1995年－2014年   | Jean-Paul MAGNON 让-保罗·马尼翁 | PS社会党          |
| 2014年－         | Maryse PELTIER 玛丽斯·佩尔捷    | DVD右翼无党派人士 |

### 各级选举
| 科尔比尼历届投票选举结果 | 科尔比尼历届投票选举结果 | 科尔比尼历届投票选举结果 | 科尔比尼历届投票选举结果 | 科尔比尼历届投票选举结果    | 科尔比尼历届投票选举结果 | 科尔比尼历届投票选举结果 | 科尔比尼历届投票选举结果    | 科尔比尼历届投票选举结果 | 科尔比尼历届投票选举结果 |
| 选举项目                 | 选举范围                 | 选区单位                 | 选区单位内的选举结果     | 选区单位内的选举结果        | 选区单位内的选举结果     | 选区单位内的选举结果     | 选区单位内的选举结果        | 选区单位内的选举结果     | 参考资料                 |
| 选举项目                 | 选举范围                 | 选区单位                 | 第一轮胜出者             | 第一轮胜出者                | 支持率                   | 第二轮胜出者             | 第二轮胜出者                | 支持率                   | 参考资料                 |
| ------------------------ | ------------------------ | ------------------------ | ------------------------ | --------------------------- | ------------------------ | ------------------------ | --------------------------- | ------------------------ | ------------------------ |
| 2017年法國總統選舉       | 法國                     | 市镇                     |                          | 弗朗索瓦·菲永               | 24.94%                   |                          | 埃马纽埃尔·马克龙           | 65.88%                   | [ 22 ]                   |
| 2017年法国立法选举       | 涅夫勒省第二选区         | 市镇                     |                          | 帕特里斯·佩罗               | 31.87%                   |                          | 帕特里斯·佩罗               | 50.64%                   | [ 22 ]                   |
| 2019年欧洲议会选举       | 法國                     | 市镇                     |                          | 若尔丹·巴尔代拉             | 27.06%                   | （不适用）               | （不适用）                  | （不适用）               | [ 24 ]                   |
| 2021年法国省级选举       | 涅夫勒省                 | 县                       |                          | 法比安·巴赞 塞韦利娜·贝尔纳 | 47.28%                   |                          | 法比安·巴赞 塞韦利娜·贝尔纳 | 66.98%                   | [ 25 ]                   |
| 2021年法国省级选举       | 涅夫勒省                 | 市镇                     |                          | 法比安·巴赞 塞韦利娜·贝尔纳 | 46.18%                   |                          | 法比安·巴赞 塞韦利娜·贝尔纳 | 59.06%                   | [ 25 ]                   |
| 2021年法国大区选举       |                          | 市镇                     |                          | 玛丽-吉特·迪费              | 36.11%                   |                          | 玛丽-吉特·迪费              | 51.77%                   | [ 26 ]                   |
| 2022年法国总统选举       | 法國                     | 市镇                     |                          | 埃马纽埃尔·马克龙           | 30.89%                   |                          | 埃马纽埃尔·马克龙           | 57.46%                   | [ 22 ]                   |
| 2022年法国立法选举       | 涅夫勒省第二选区         | 市镇                     |                          | 帕特里斯·佩罗               | 26.94%                   |                          | 帕特里斯·佩罗               | 42.5%                    | [ 22 ]                   |

## 人口
2020年，科尔比尼市镇人口数量为1,397，在法国排名第7,433位。其中男性635人，女性805人，75岁及以上人口占20.1%，外籍人口数量为19人，人口密度为70人/平方公里，当地居民被称为（男性）或（女性）。2020年，科尔比尼境内出生9人，死亡人口43人。
| 科尔比尼1901年－2020年人口变化情况 |
|                                    |
| 数据来源：Cassini、INSEE           |

## 经济

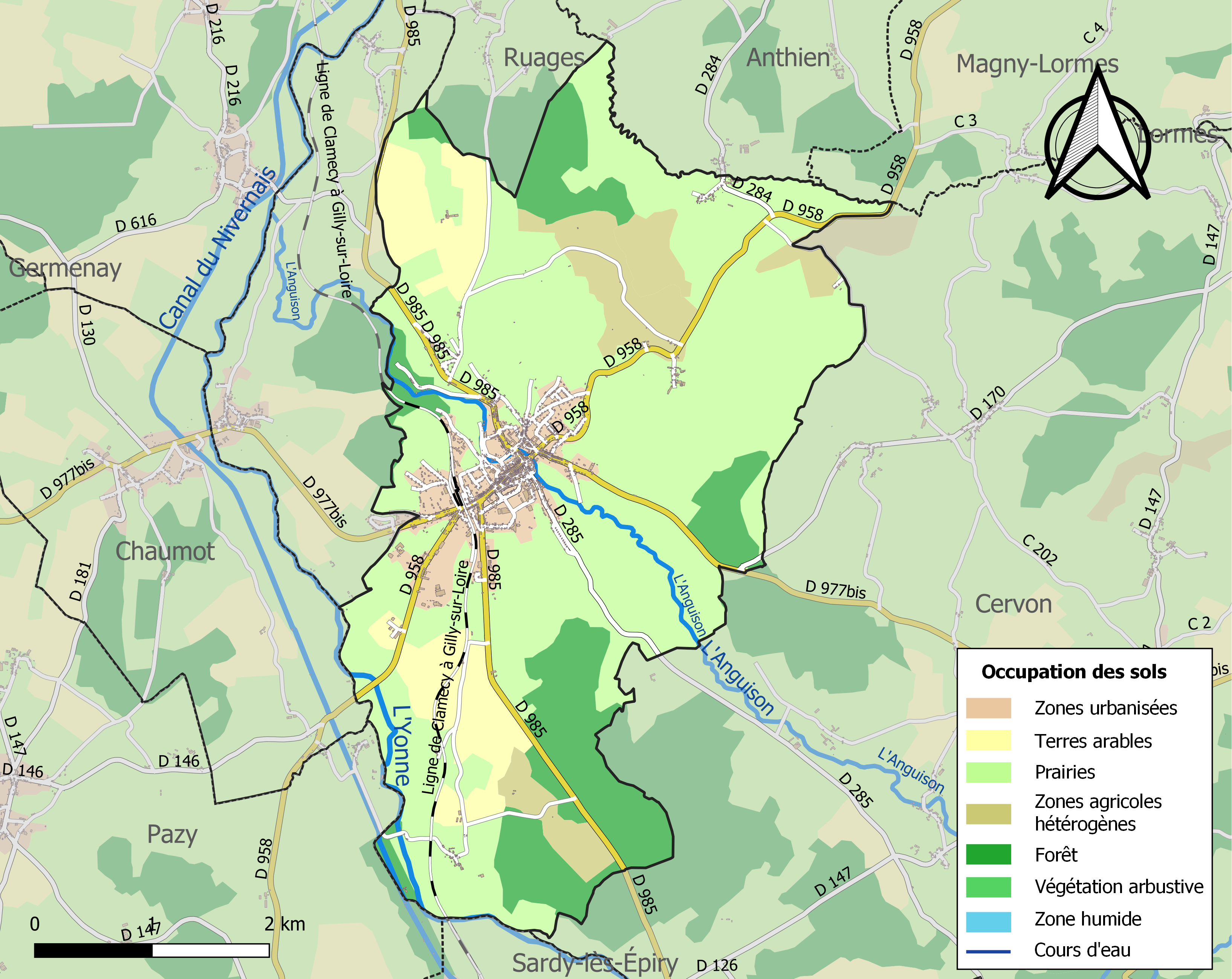
科尔比尼土地利用情况地图

科尔比尼是一个区域性的中心市镇。截至2023年9月，科尔比尼市镇范围内共有各类用人单位（包含自雇）289家，平均历史为22年，其中99.36%为中小型企业（PME），2023年7月至9月间，当地的经济活力指数为0。（大型零售）、（农具销售）及（汽车销售）是当地2021年营业额最高的三个企业，分别为21,508,154欧元、16,725,553欧元和1,266,504欧元。

## 财政与居民收入
2021年，科尔比尼的财政收入总额为2,047,220欧元，财政支出总额为1,872,390欧元，当年的债务总额为1,429,420欧元。2021年，科尔比尼市镇通过增值税获得0欧元的收入，此外当地还共获得了116,870欧元的国家直接财政补助。
2019年，科尔比尼的人均月收入总额为1,773欧元，低于法国平均水平（2,303欧元）。
2020年，科尔比尼境内的青壮年（15至64岁）失业率为16.1%；2022年，当地37.4%的家庭拥有纳税资格，平均纳税2,457欧元，低于法国平均水平（4,393欧元）。

## 社会事务

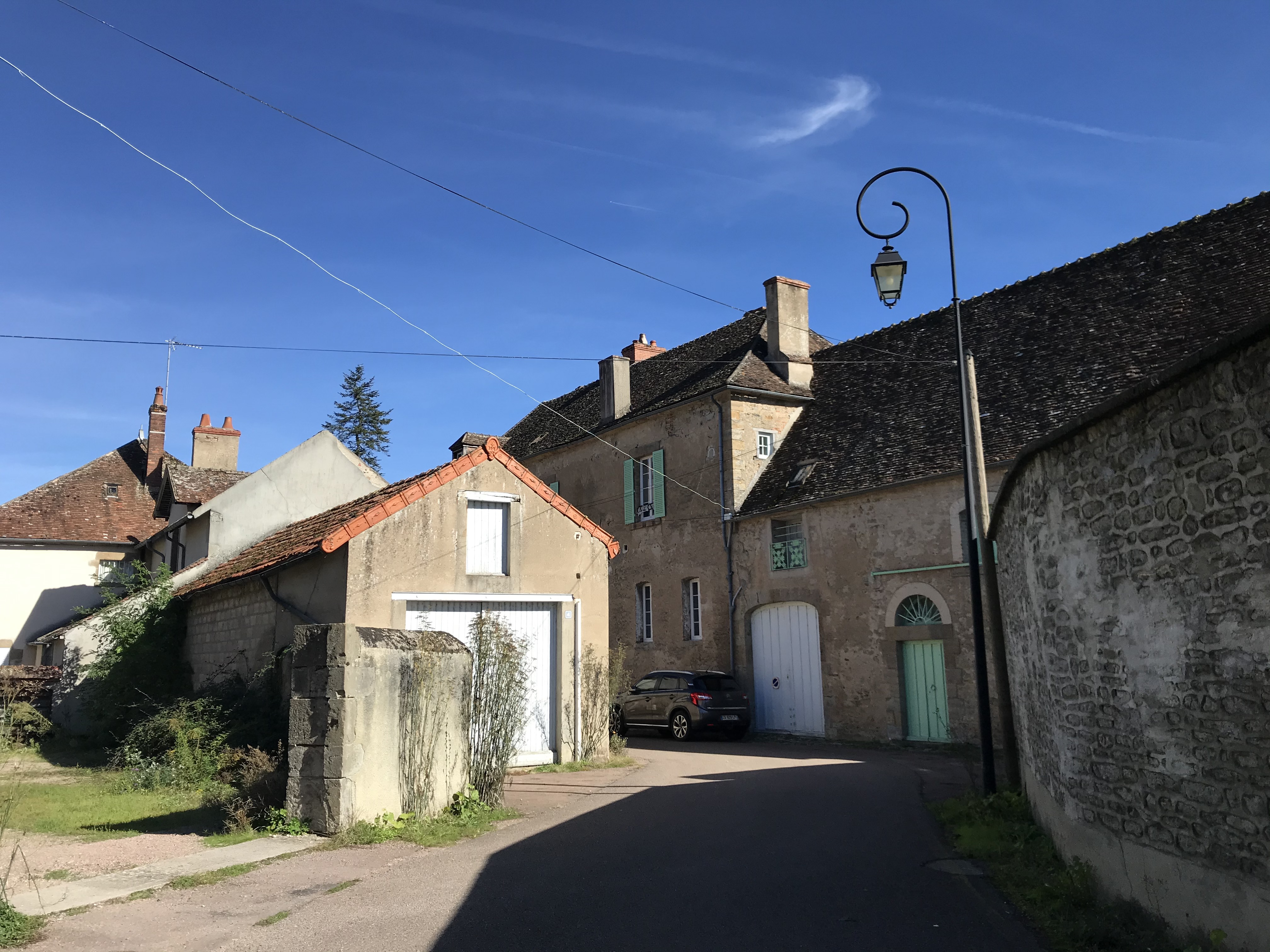
弗朗克-诺安街

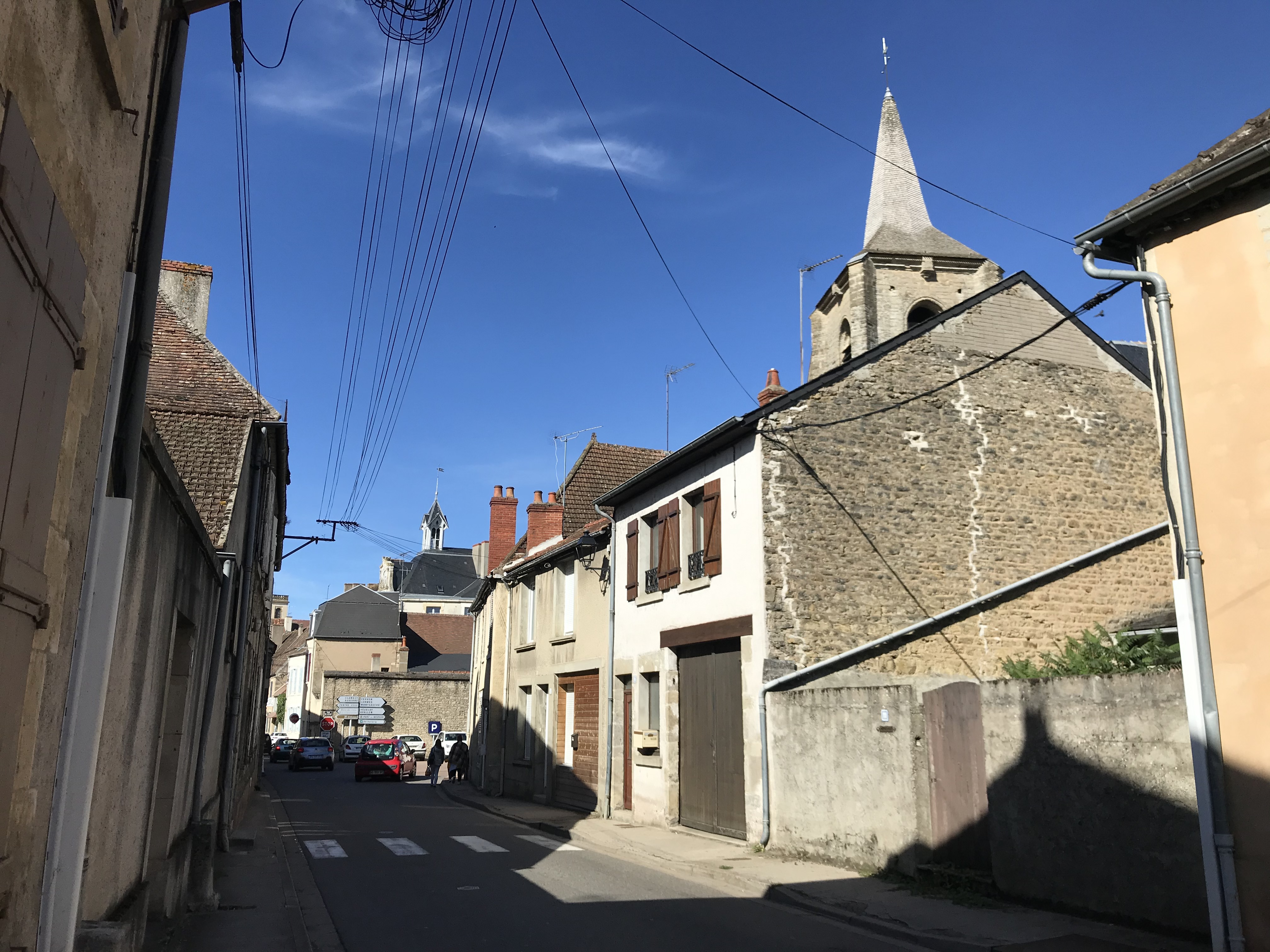
泰潘街

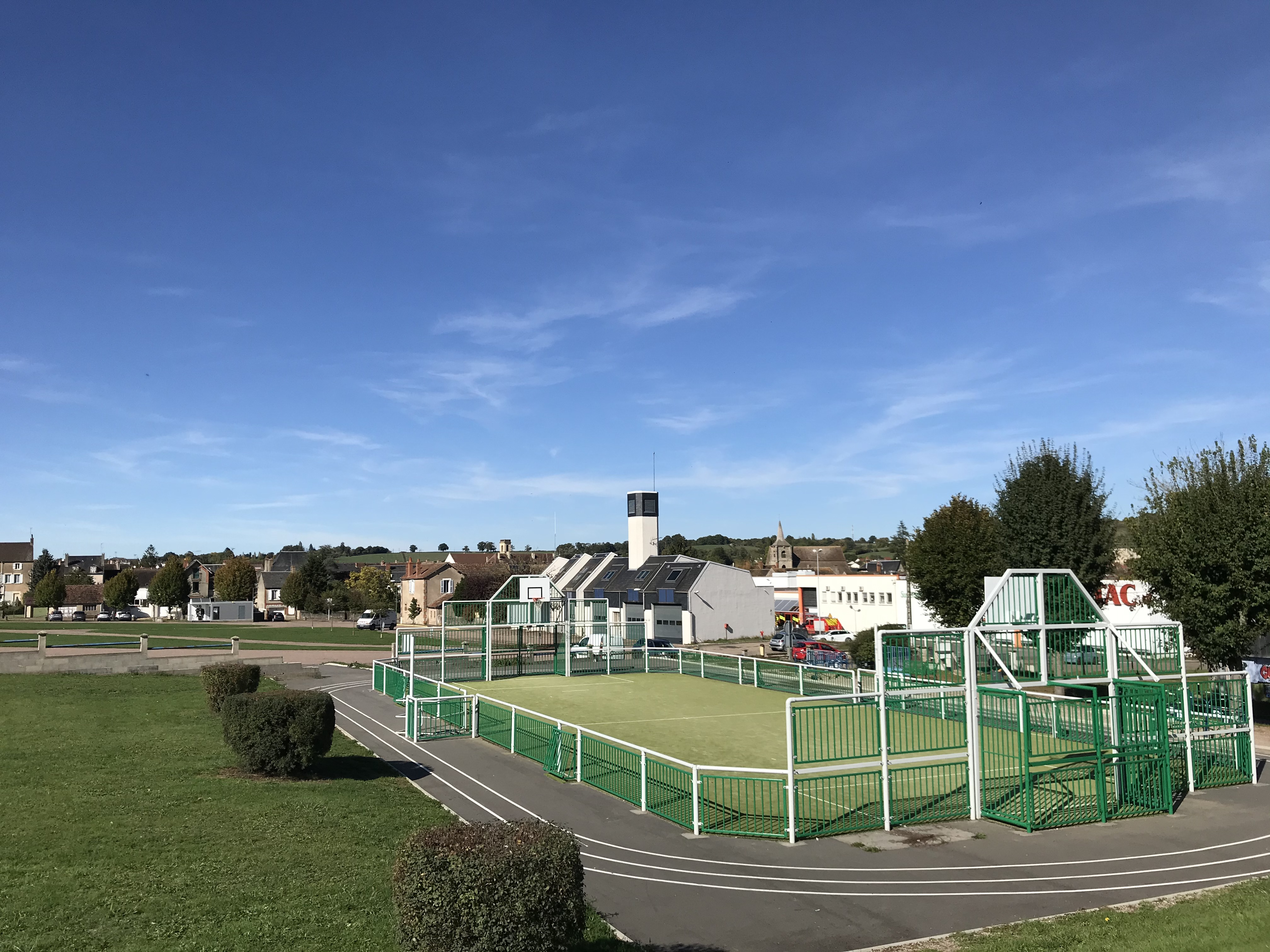
一处街区运动场地

### 教育
科尔比尼属于第戎学区。截至2021年1月1日，科尔比尼境内共有0所幼儿园、2所小学和2所初级中学。2021至2022学年度，科尔比尼境内共有在校中等教育阶段学生248名。

### 医疗
截至2021年1月1日，科尔比尼境内共有全科医生4名、保健师3名、牙医1名和护士5名。境内共有药房2家、残疾人帮扶中心1家。
距离科尔比尼最近的区域性医疗机构为克拉姆西中心医院（Centre Hospitalier de Clamecy），其主病区位于克拉姆西，距离科尔比尼市区的正常车程大约28分钟，该院设有床位40个，是当地规模最大的公立综合性医院。

### 住房
2020年，科尔比尼境内共有各类住房1,089套，其中77.2%为独立式居民区，22.3%为集中式居民区。常住房屋占科尔比尼市镇范围内居民建筑总量的68.1%。
在住房保障政策方面，2021年，科尔比尼境内共有145户家庭获得了住房经济补助，受益人数占总人口数量的10.4%，其中125份为房租补助。

### 商业
2021年，科尔比尼境内共有各类实体商铺74家，其中餐厅10家、大型超市3家、杂货店1家、面包房3家、肉铺3家、书店3家、银行门店3家、美容美发店5家、汽车维修店3家。镇中心建有一家bi1超市。

### 体育
2021年，科尔比尼境内共有1间体育馆、4处网球场、1处足球或橄榄球场以及2处篮球或排球场。
截至2023年9月，科尔比尼体育俱乐部（Club Sportif Corbigeois，编号517374）是科尔比尼境内唯一的一家注册足球俱乐部，该足球队成立于1919年，其主队2023至2024赛季参加涅夫勒省足球联赛甲组（法国第九级别），其主场为克洛德·斯帕努达基斯球场（Stade Claude Spanoudakis）。

### 环境
科尔比尼的环境事务由其所属的塔奈-布里农-科尔比尼市镇公共社区联合各级政府协调负责。2021年，科尔比尼境内暂无污染企业。

### 治安
2021年，科尔比尼市镇范围内有1处宪兵队。
科尔比尼及其附近的共121个市镇是希农堡城国家宪兵队（zone gendarmerie de Château-Chinon-Ville）的管辖范围。2020年，该宪兵队累计记录各类案件1,053起，其中盗窃类案件468起，经济类案件212起，毒品交易类案件102起。

## 文化

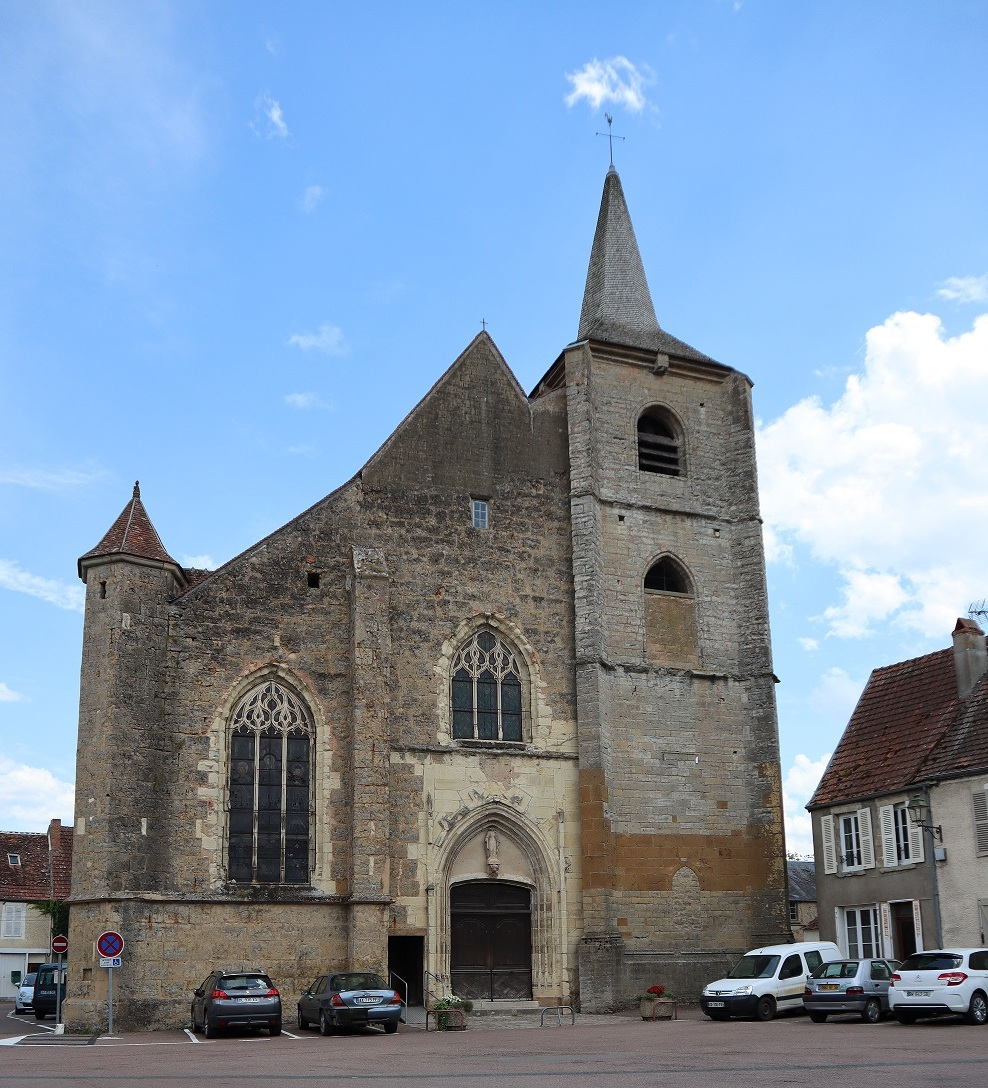
圣塞纳教堂

2021年，科尔比尼境内暂无任何文化设施。科尔比尼市政府提供市政图书馆（Bibliothèque municipale），每周一、二、三、五、六向公众开放。

### 建筑
科尔比尼境内有多处历史建筑，其中圣莱昂纳尔修道院、圣塞纳教堂（Église Saint-Seine de Corbigny）等为法国国家文物保护单位。

### 旅游
科尔比尼的旅游事务由其所属的塔奈-布里农-科尔比尼市镇公共社区负责。2022年，科尔比尼境内共有2家酒店共计41间房间。

### 媒体
法国主要的媒体均可在科尔比尼接收，法国电视三台下属的勃艮第-弗朗什-孔泰大区频道在部分时段播出科尔比尼所在涅夫勒省的地方新闻。一号广播、震动广播、《中部日报》等是当地主要的地方性媒体。

## 相关人物
法国画家爱德华·帕伊、作家弗朗克-诺安和亨利·拉维尔出生于科尔比尼。

## 友好城市
截至2023年9月，科尔比尼共与一座城市建立了友好城市关系：
- 德国 科伯恩-贡多夫